# Düren (oraș)

Düren este capitala districtului cu același nume din landul Renania de Nord-Westfalia fiind așezat între orașele Aachen și Köln, fiind traversat de  râul Rur, numărul locuitorilor orașului depășește 93.000. 
Orașul este amplasat la poalele părții nordice a munților Eifel fiind în apropierea autostrăzii  A4 ce asigură o bună comunicare cu orașele mari Köln, Düsseldorf și Aachen.

## Amplasarea geografică
Orașul ocupă o suprafață de 85 km², având o lungime pe direcția nord-sud de 12,5 km, iar pe direcția est-vest de 10 km.
Perimetrul orașului însumează o lungime de 50 km.
Punctul cel mai înalt din localitate este situat în nordul orașului (Berzbuir-Kufferath) având altitudinea de 225 m, punctul cel mai jos fiind pe Valea Rurului cu 105 m (Merken).
Suprafața regiunii aparținătoare orașului era împărțită în anul 1999 după cum urmează: 52 % clădiri,  24 % terenuri libere și 9 % copaci și șosele.
Subîmpărțirea orașului:
| - Arnoldsweiler - Berzbuir - Birgel - Birkesdorf - Derichsweiler - Echtz - Gürzenich | - Hoven - Konzendorf - Lendersdorf - Krauthausen - Kufferath - Mariaweiler - Merken - Niederau |

Cel mai mare cartier al orașului este Birkesdorf care în anul 2005 avea 8147 de locuitori.

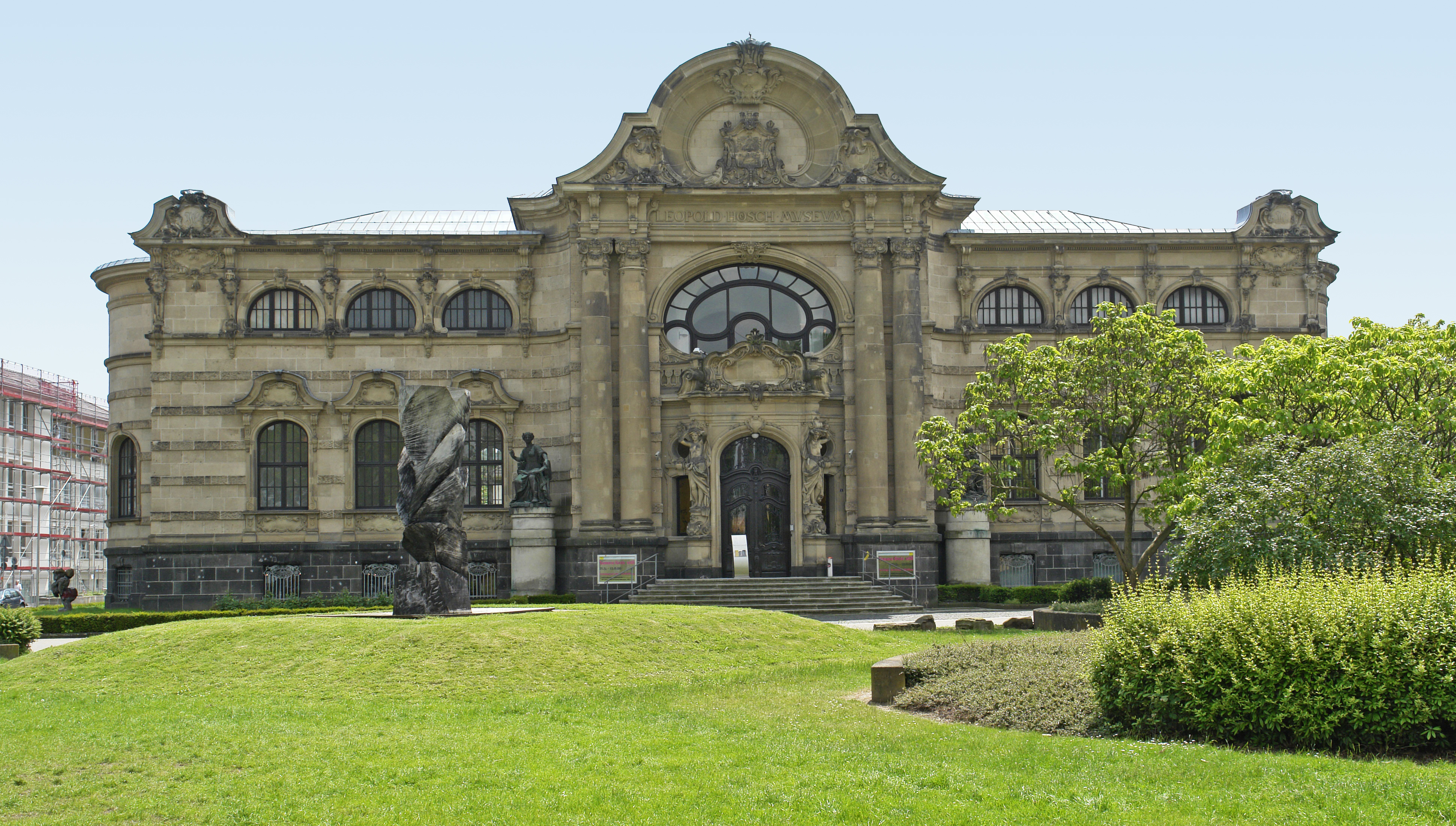
Muzeul Leopold Hoesch

Comune învecinate:
- Hürtgenwald
- Inden
- Kreuzau
- Langerwehe
- Merzenich
- Niederzier
- Nörvenich

## Istoric

### Origine
Probabil istoria orașului începe cu 2000 de ani în urmă, în perioada dinaintea erei noastre, când regiunea era locuită de celți (lat. galli, grec. keltoi = dârji, nobil) originari din Asia Mică, ce trăiau în așezări mici numite Durum (fortăreață). 
Peste celți vin germanii care proveneau din nord, după populația germană care locuia aici; va fi mai târziu numit Provincia Germania în timpul lui Iulius Cezar (100 - 44 î.e.n.), teritoriul fiind ocupat de romani în timpul domniei sale.
Astfel Durum devine un centru de aprovizionare a Kölnului (Colonia) care începe să se dezvolte rapid, stăpânirea romană durând cca 400 de ani.

### Evul mediu

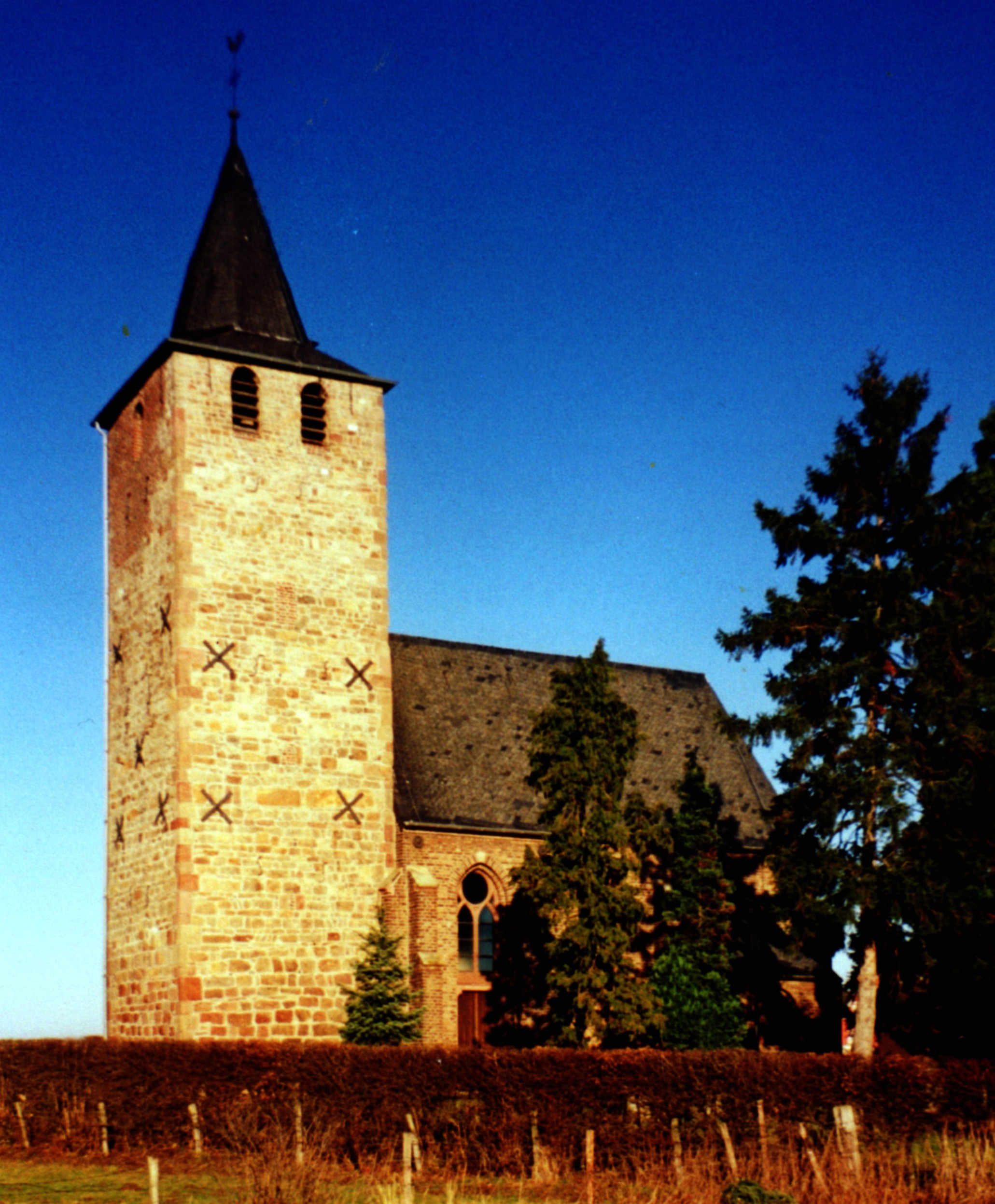
Ühledöömche (Eulendom) - Turnul bisericii aflat in Distelrath este cea mai veche construcție din Düren (secolul 11./12.)

După stăpânirea romană, în secolul V urmează francii, regele Pippin cel Scurt secolul VIII a fost de mai multe ori în Villa Duria unde s-au ținut adunări importante (sfatul francilor) amintit în manuscriptul (Metzer Annalen). 
Pippin cel Scurt ridică Durum la rangul de cetate de scaun unde a avut reședința ulterior și Carol cel Mare (742-814).
Aici având loc târguri cu vânzări pe piața cerealelor, untului, găinilor, vitelor, și lemnului. Comerțul a dus la o înflorire economică a așezării, în secolul XIII s-a acordat Dürenului drepturile de oraș (privilegiu care asigura o administrare proprie). Prin anii 1200 s-a început construirea zidului de apărare a orașului care va avea 12 turnuri și 5 porți orientate după cele patru puncte cardinale, spre nord era poarta Philipp și Wirtel, spre est poarta Köln, spre sud poarta Principală și spre vest poarta de Lemn.
In biserica Sf. Anna (Annakirche) sunt păstrate câteva relicve printre care și cutia sculptorului Leonhard (1501) care conține o relicvă a Sfintei Anna patroana orașului sărbătorită printr-o procesiune religioasă la data de 26 iulie.
În timpul unui război între prințul Wilhelm IV de Jülich și Carol Quintul, orașul este asediat și ocupat în anul 1543 de trupele lui Carol Quintul, trupe care jefuiesc și incendiază orașul.
Refacerea și reclădirea orașului a durat o perioadă lungă de timp dar în anul 1563 este refăcută și biserica Sf. Anna.
Urmează Războiul de Treizeci de Ani război în care nici orașul Düren nu este cruțat, fiind pustiit și jefuit (1642).
In anul 1648 după terminarea războiului de 30 de ani izbucnește o epidemie de pestă urmată în anul 1665 de o a doua epidemie, orașul slăbit și supus unor atacuri noi din afară ca urmare a acestor evenimente regiunea Miesheim este complet distrusă și nu va mai fi refăcută niciodată.
La sfârșitul anului 1755 au avut loc cutremure în regiunea Aachen și Düren cutremurul atinge la data de 18 februarie 1756 în Düren intensitatea 8 pe scara Richter, producând pagube materiale importante.
Economia orașului din secolul XV s-a dezvoltat mai ales prin industria hârtiei, textilă, și metalurgică. În anul 1812 existau în oraș 17 fabrici de hârtie, 11 fabrici de pânză și două turnătorii.

## Personalități marcante
- Annemarie Zimmermann